# Jeremy Griffith

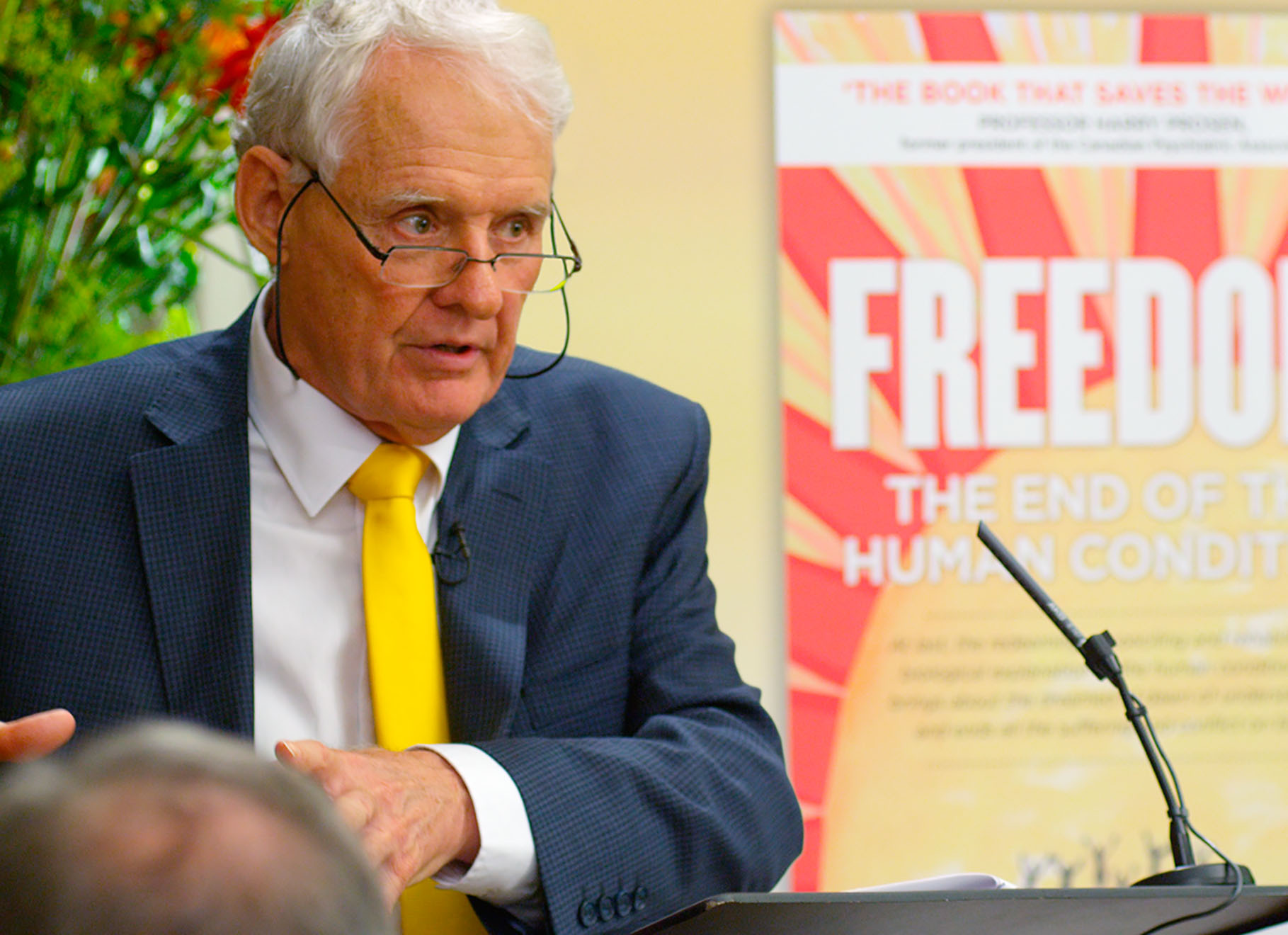
Biologe Jeremy Griffith bei der Veröffentlichung von FREEDOM in der Royal Geographical Society in London am 2. Juni 2016

Jeremy Griffith (* 1945) ist ein australischer Biologe und Autor. Die Öffentlichkeit wurde zum ersten Mal auf ihn aufmerksam, als er versuchte, den Tasmanischen Tiger zu finden. Er wurde später für seine Schriften über den menschlichen Zustand und Theorien über den menschlichen Fortschritt bekannt. 1983 gründete er das World Transformation Movement, um seine Ideen voranzutreiben.

## Frühe Lebensjahre
Griffith wurde an der Tudor House School in New South Wales und am Gymnasium in Geelong in Victoria (Australien) unterrichtet.
Bekannt wurde er erstmals durch seine Suche nach überlebenden tasmanischen Tigern bzw. Beutelwölfen, deren letztes bekanntes Exemplar 1936 in Gefangenschaft starb. Die von 1967 bis 1973 durchgeführte Suche umfasste gründliche Untersuchungen entlang der Westküste Tasmaniens, die Installation automatischer Kamerastationen, sofortige Untersuchungen reklamierter Sichtungen und schließlich die Gründung des „Thylacine Expeditionary Research Teams“ gemeinsam mit Bob Brown im Jahr 1972, die abgeschlossen wurde, ohne dass irgendein Beweis für das Fortbestehen der Spezies gefunden wurde.

## Schriften über den menschlichen Zustand
Griffith begann 1975 mit dem Schreiben über den menschlichen Zustand und veröffentlichte 1988 das erste seiner sechs Bücher zu diesem Thema. A Species In Denial (2003) wurde in Australien und Neuseeland zum Bestseller. Seine Schriften sind dafür bekannt, den Lesern Zugang zu den Gedanken vieler berühmter Philosophen, Denker und religiöser Quellen zu verschaffen.
Seine biologischen Arbeiten zu den Ursprüngen der menschlichen Natur behaupten, dass „Menschen aufgrund einer Schlacht zwischen Instinkt und Intellekt verärgert handeln“. Die Irish Times fasste diese in Freedom präsentierte These als „Adam und Eva ohne Schuld: Das Erklären unserer Schlacht zwischen Instinkt und Intellekt“ zusammen. Kirkus Reviews schrieb, „Griffith bietet eine Abhandlung über die wahre Natur der Menschheit und über die Überwindung der Ängste um die Welt“.
Der Templeton-Preisträger und Biologe Charles Birch, der neuseeländische Zoologe John Edward Morton, der frühere Präsident der Canadian Psychiatric Association Harry Prosen und der australische Bergsteiger und Everest-Bezwinger Tim Macartney-Snape sind langjährige Befürworter von Griffiths Ideen. Morton verteidigte Griffith öffentlich, als er und seine Ideen Mitte der neunziger Jahre angegriffen wurden. Im Jahr 2021 schrieb Prosen: „Griffith legt eine weitreichende, von der Induktion abgeleitete Synthese vor. Wie Professor Scott Churchill, ehemaliger Leiter des Instituts für Psychologie an der University of Dallas, in seiner Rezension des Buches Freedom feststellte: ‚Griffiths Sichtweise ist nicht einfach die Meinung eines einzelnen Mannes, sondern eine induktive Schlussfolgerung, die aus der Sichtung von Datenmengen gezogen wurde, die zeigen, was Wissenschaftler entdeckt haben.‘ ...Ich habe keinen Zweifel daran, dass Griffiths Erklärung des menschlichen Zustands der heilige Gral der Erkenntnis ist, den wir für die psychologische Rehabilitation der menschlichen Rasse gesucht haben.“
Griffiths Ideen wurden basierend auf vermeintlichen Problemen mit der empirischen Richtigkeit seiner anthropologischen Schriften kritisiert, ein Einwand, der sein Vertrauen in die Schriften des afrikanischen Schriftstellers Laurens van der Post und in die Arbeit der Anthropologin Elizabeth Marshall Thomas hervorhebt.
Griffith hat in seinen Schriften argumentiert, dass die treibende Kraft in der menschlichen Evolution das zunehmende Behüten der Nachkommen war, ein Prozess, den er „Liebesindoktrination“ nennt. Er argumentiert, dass dieser Prozess den menschlichen moralischen Sinn hervorgerufen hat. Ein Beweis für diese Ansicht ist der verringerte sexuelle Dimorphismus in den frühen Stadien der menschlichen Evolution, insbesondere der Verlust der Morphologie aggressiver Eckzähne, die in anderen noch existierenden Primaten erkennbar ist. Die Theorie postuliert eine Intensivierung der mütterlichen Fürsorge und ein damit verbundenes zunehmendes pro-soziales Verhalten der Nachkommen als das Unterscheidungsmerkmal der menschlichen Abstammungslinie. Seine Theorie greift die von Adrienne Zihlman auf, die postulierte, dass Veränderungen in den Mustern der Sozialisation unter Heranwachsenden in den frühen Stadien der menschlichen Evolution wichtig gewesen sein könnten.
Der niederländische Schauspieler Pierre Bokma hat 2024 in der Fernsehsendung VPRO Zomergasten über Griffiths Arbeit gesprochen und gesagt, dass er dank Griffiths Erklärung verstanden hat, warum Menschen trotz ihrer Wut, Schuldgefühle, Entfremdung, Selbstsucht, Egoismus und Machtgier letztendlich gut sind.
Im Jahr 2025 schrieb Macartney-Snape, Griffith habe eine Antwort auf das gefunden, was John Kenneth Galbraith als „die Suche nach einer wirklich überlegenen moralischen Rechtfertigung für Egoismus“ bezeichnet hatte.

## Das World Transformation Movement
Das World Transformation Movement wurde 1983 von Griffith als Centre for Humanity’s Adulthood gegründet, eine Organisation, die sich der Entwicklung und Förderung des Verständnisses des menschlichen Zustands widmet. Es wurde 1990 unter der Leitung von Griffith und seinem Bergsteigerkollegen Tim Macartney-Snape offiziell gegründet und im selben Jahr in New South Wales unter dem Namen Foundation for Humanity’s Adulthood als gemeinnützige Organisation eingetragen.
1995 waren Griffith, Macartney-Snape und die Foundation for Humanity’s Adulthood (der damalige Name des World Transformation Movement) Gegenstand einer verleumderischen Four Corners-Sendung der Australian Broadcasting Corporation (ABC) sowie eines verleumderischen Zeitungsartikels im Sydney Morning Herald, beide von einem Pfarrer der Uniting Church geschrieben und präsentiert, in denen fälschlicherweise behauptet wurde, Macartney-Snape nutze Auftritte in Schulen, um für die Stiftung zu werben.
1998, nach einer Beschwerde von Griffith und Macartney-Snape, hat die australische Rundfunkbehörde die ABC wegen unausgewogener und falscher Berichterstattung und Verstößen gegen den ABC-Verhaltenskodex gerügt. Das Magazin The Bulletin hat die Four Corners-Sendung als „Hetzkampagne“ bezeichnet.
Die Veröffentlichungen wurden zum Gegenstand von Verleumdungsklagen vor dem Obersten Gerichtshof von New South Wales. Im Jahr 2008 wurde die ABC dazu verurteilt, Macartney-Snape fast 500.000 Dollar Schadenersatz zu zahlen, und es wurde erwartet, dass die Zahlung einschließlich der Kosten 1 Million Dollar übersteigen würde. Das Verfahren gegen den Herald wurde beigelegt, als die Zeitung 2009 eine Entschuldigung an die Stiftung veröffentlichte. Griffith wurde im Zusammenhang mit der Four Corners-Sendung kein Schadenersatz zugesprochen, und in der Berufung im Jahr 2010 hat das Berufungsgericht von New South Wales entschieden, das „Defence of Comment“ durch die untere Instanz aufrechtzuerhalten. Das Berufungsgericht hob jedoch das Urteil der Vorinstanz auf, in dem festgestellt wurde, dass der Mangel an wissenschaftlicher Unterstützung für Griffiths Arbeit darauf zurückzuführen war, dass sie von schlechtem Standard war, und befand daher, dass „Defence of Truth“ durch die ABC nicht gegeben war.

## Ansichten zur Politik
Jeremy Griffith vertritt rechtskonservative bis rechte Ansichten in Bezug auf Umweltschutz, die Gleichstellung der Frau und „Political Correctness“. Er unterstellt Umweltschützern, diese würden lediglich von ihren eigenen Problemen ablenken wollen. In einem Artikel im Spectator äußert er:

„The Left is profoundly regressive, not ‘progressive’ as it likes to delude itself it is. [...] It’s actually the right-wing which is continuing humanity’s heroic search for knowledge that holds the moral high ground, not the Left.“

„Die Linke ist zutiefst regressiv, nicht 'progressiv', wie sie sich gern fälschlicherweise selbst sieht. [...] In Wahrheit ist es die politische Rechte, welche die heroische Suche der Menschheit nach Wissen fortsetzt, die die Moral für sich beanspruchen kann, nicht die Linke.“